# Dufourea wolfi
Dufourea wolfi là một loài Hymenoptera trong họ Halictidae. Loài này được Ebmer mô tả khoa học năm 1989.